# ITF Women’s Circuit 2010 (Januar–März)
In den folgenden Tabellen werden die Tennisturniere des ersten Quartals des ITF Women’s Circuit 2010 dargestellt.

## Turnierplan
| Kategorien |
| ---------- |
| $100.000   |
| $75.000    |
| $50.000    |
| $25.000    |
| $10.000    |

### Januar
| Datum 1 | Turnierort   | Siegerin Einzel                  | Siegerinnen Doppel                 |
| ------- | ------------ | -------------------------------- | ---------------------------------- |
| 04.01.  | Quanzhou     | Aleksandra Krunić                | Liu Wanting Zhou Yimiao            |
| 04.01.  | Saint-Martin | Nathalie Piquion                 | Brandy Mina Nathalie Piquion       |
| 11.01.  | Pingguo      | Zhou Yimiao                      | Chan Chin-wei Xu Yifan             |
| 11.01.  | Plantation   | Ajla Tomljanović                 | Aurélie Védy Mashona Washington    |
| 11.01.  | Glasgow      | Sarah Gronert                    | Victoria Larrière Anna Smith       |
| 11.01.  | Le Gosier    | Alizé Lim                        | Malou Ejdesgaard Alizé Lim         |
| 18.01.  | Lutz         | Mandy Minella                    | Aurélie Védy Mashona Washington    |
| Wrexham | Mona Barthel | Mallory Cecil Megan Moulton-Levy |                                    |
| 25.01.  | Grenoble     | Anaïs Laurendon                  | Victoria Larrière Irina Ramialison |
| 25.01.  | Kaarst       | Annika Beck                      | Nicola Geuer Lena-Marie Hofmann    |

### Februar
| Datum 1 | Turnierort                              | Siegerin Einzel         | Siegerinnen Doppel                             |
| ------- | --------------------------------------- | ----------------------- | ---------------------------------------------- |
| 01.02.  | Belfort                                 | Jelena Bowina           | Jelena Bowina Irena Pavlovic                   |
| 01.02.  | Burnie                                  | Arina Rodionowa         | Jessica Moore Arina Rodionowa                  |
| 01.02.  | Rancho Mirage                           | Olivia Sanchez          | Monique Adamczak Abigail Spears                |
| 01.02.  | Sutton                                  | Andrea Hlaváčková       | Irini Georgatou Walerija Sawinych              |
| 01.02.  | Mallorca                                | Wiktorija Kamenskaja    | Wiktorija Kamenskaja Darja Kutschmina          |
| 08.02.  | Midland Dow Corning Tennis Classic 2010 | Elena Baltacha          | Laura Granville Lucie Hradecká                 |
| 08.02.  | Cali Copa Bionaire 2010                 | Polona Hercog           | Edina Gallovits Polona Hercog                  |
| 08.02.  | Laguna Niguel                           | Olivia Sanchez          | Anastassija Piwowarowa Laura Siegemund         |
| 08.02.  | Stockholm                               | Oksana Ljubzowa         | Ksenija Mileuskaja Lessja Zurenko              |
| 08.02.  | Eilat                                   | Janina Toljan           | Martina Caciotti Nicole Clerico                |
| 08.02.  | Mallorca                                | Garbiñe Muguruza        | Sopia Kwazabaia Awgusta Anatoljewna Zybyschewa |
| 08.02.  | Vale do Lobo                            | Julia Mayr              | Evelyn Mayr Julia Mayr                         |
| 15.02.  | Mildura                                 | Casey Dellacqua         | Casey Dellacqua Jessica Moore                  |
| 15.02.  | Surprise                                | Abigail Spears          | Ji Chunmei Xu Yifan                            |
| 15.02.  | Albufeira                               | Evelyn Mayr             |                                                |
| 22.02.  | Biberach an der Riß                     | Johanna Larsson         | Stéphanie Cohen-Aloro Selima Sfar              |
| 22.02.  | Madrid                                  | María Teresa Torró Flor | Giulia Gatto-Monticone Federica Quercia        |
| 22.02.  | Portimão                                | Claudia Giovine         | Justyna Jegiołka Barbara Sobaszkiewicz         |

### März
| Datum 1 | Turnierort                                                             | Siegerin Einzel        | Siegerinnen Doppel                     |
| ------- | ---------------------------------------------------------------------- | ---------------------- | -------------------------------------- |
| 01.03.  | Sydney                                                                 | Jarmila Groth          | Casey Dellacqua Jessica Moore          |
| 01.03.  | Minsk                                                                  | Anna Lapuschtschenkowa | Jelena Bowina Irena Pavlovic           |
| 01.03.  | Hammond                                                                | Zhang Shuai            | Xu Yifan Zhou Yimiao                   |
| 01.03.  | Lyon                                                                   | Anna-Giulia Remondina  | Olga Brózda Magdalena Kiszczyńska      |
| 01.03.  | Madrid                                                                 | Elisa Balsamo          | Elisa Balsamo Valentina Sulpizio       |
| 01.03.  | Antalya                                                                | Evelyn Mayr            | Michaela Pochabová Romana Tabaková     |
| 08.03.  | Clearwater                                                             | Johanna Larsson        | Xu Yifan Zhou Yimiao                   |
| 08.03.  | Buchen                                                                 | Romina Oprandi         | Iryna Burjatschok Amra Sadikovic       |
| 08.03.  | Dijon                                                                  | Ganna Piven            | Estelle Guisard Anais Laurendon        |
| 08.03.  | Metepec                                                                | Marcall Harkins        | Amanda Fink Elizabeth Lumpkin          |
| 08.03.  | Antalya                                                                | Michaela Pochabová     | Diana Enache Cristina Mitu             |
| 15.03.  | Fort Walton Beach                                                      | Chanelle Scheepers     | Johanna Larsson Chanelle Scheepers     |
| 15.03.  | Irapuato                                                               | Monique Adamczak       | Maria Irigoyen Florencia Molinero      |
| 15.03.  | Wetzikon                                                               | Amra Sadikovic         | Xenia Knoll Amra Sadikovic             |
| 15.03.  | Amiens                                                                 | Claire de Gubernatis   | Efrat Mishor Jasmina Tinjić            |
| 15.03.  | Sankt Petersburg                                                       | Alexandra Panowa       | Aljona Sotnykowa Maryna Zanevska       |
| 15.03.  | Bath                                                                   | Katarzyna Piter        | Malou Ejdesgaard Katarzyna Piter       |
| 15.03.  | Antalya                                                                | Julia Mayr             | Kiki Bertens Daniëlle Harmsen          |
| 22.03.  | Namangan                                                               | Xenija Palkina         | Chrystyna Antonijtschuk Xenija Lykina  |
| 22.03.  | Jersey                                                                 | Johanna Larsson        | Maret Ani Anna Smith                   |
| 22.03.  | Moskau                                                                 | Anna Lapuschtschenkowa | Nina Brattschikowa Frankreich          |
| 22.03.  | Gonesse                                                                | Iryna Kuryanovich      | Audrey Bergot Iryna Kuryanovich        |
| 22.03.  | Kofu                                                                   | Sachie Ishizu          | Seiko Okamoto Maki Arai                |
| 22.03.  | Antalya                                                                | Walentina Iwachnenko   | Julija Bejhelsymer Anna Gerasimou      |
| 22.03.  | Pomezia                                                                | Martina Caregaro       | Stefania Chieppa Liana Ungur           |
| 22.03.  | Fujairah                                                               | Fatma Al Nabhani       | Fatma Al Nabhani Magali de Lattre      |
| 22.03.  | Kairo                                                                  | Tina Schiechtl         | Jana Jandová Dominika Kanaková         |
| 29.03.  | Monzón Torneo Internacional de Tenis Femenino „Conchita Martínez“ 2010 | Nastassja Jakimawa     | Alexandra Dulgheru Tamarine Tanasugarn |
| 29.03.  | Chanty-Mansijsk                                                        | Anna Lapuschtschenkowa | Alexandra Panowa Xenija Perwak         |
| 29.03.  | Pelham                                                                 | Edina Gallovits        | Mallory Cecil Jamie Hampton            |
| 29.03.  | Antalya                                                                | Walentina Iwachnenko   | Mihaela Buzărnescu Dalija Safirowa     |
| 29.03.  | Kairo                                                                  | Chanel Simmonds        | Iveta Gerlová Lucie Kriegsmannová      |
| 29.03.  | Nanjing                                                                | Duan Yingying          | Liu Wanting Zhao Yijing                |